# Umatilla County
Umatilla County je okres amerického státu Oregon založený v roce 1862. Správním střediskem je město Pendleton. Jméno získal podle řeky Umatilla River. V roce 2010 žilo v okrese 75 889 obyvatel.

## Sousední okresy
| Růžice kompasu | Benton County (Washington) | Walla Walla County (Washington) | Columbia County (Washington) | Růžice kompasu |
| Růžice kompasu | Morrow County              | Sever                           | Wallowa County               | Růžice kompasu |
| Růžice kompasu | Morrow County              | Umatilla County                 | Wallowa County               | Růžice kompasu |
| Růžice kompasu | Morrow County              | Jih                             | Wallowa County               | Růžice kompasu |
| Růžice kompasu |                            | Grant County                    | Union County                 | Růžice kompasu |